# Maicon Clenk
Maicon Clenk (Curitiba, 11 de julho de 1983) é um ilusionista, diretor teatral, coreógrafo, ator e bailarino brasileiro.
Conhecido principalmente como o criador da expressão artística Teatro Ilusionista, suas obras possuem uma estética e estilo particulares que contêm dramaturgia e movimento e integram diversos gêneros artísticos, tais como o teatro físico, a dança, a acrobacia e efeitos de ilusionismo originais. Seus espetáculos normalmente se expressam por meio das linguagens gestuais e visuais, sendo interpretados por atores, bailarinos, contorcionistas e acrobatas. Essas performances abordam temas relacionados aos mistérios do universo e já foram assistidas por milhões de espectadores.
Maicon Clenk esteve entre alguns dos mais famosos ilusionistas do mundo na série de TV “Mestres do Ilusionismo”. Ficou nacionalmente conhecido na televisão brasileira pelo trabalho em programas populares como o Tudo É Possível, da Record, bem como por ser destaque na TV Globo e SBT, com inúmeras apresentações em programas como Eliana e Domingão do Faustão.
Entre seus principais espetáculos como criador, diretor e coreógrafo estão O Grande Show de Mágica (2005), É Tudo Ilusão (2015), Banquete (2016), Vik (2019), o primeiro solo do mundo interpretado por uma atriz com nanismo, e Polaris (2023), um espetáculo dentro de um globo de cristal gigante, com os quais conquistou prêmios, entre eles o Troféu Gralha Azul, Troféu Picadeiro, e realizou temporadas em alguns dos maiores e mais conceituados teatros brasileiros.